# Wymeer
Wymeer liegt im äußersten Südwesten des ostfriesischen Rheiderlandes zwischen der A 31 und der deutsch-niederländischen Grenze. In dem Ort leben auf einer Fläche von etwa 23 Quadratkilometer gut 1300 Einwohner. Wymeer ist eine Ortschaft der Gemeinde Bunde. Ortsvorsteher ist Richard Bloem.

## Geschichte
Wymeer wurde im Mittelalter gegründet, die erste Erwähnung als „Wymaria“ stammt aus dem Jahr 1319 und dokumentiert eine zu diesem Zeitpunkt schon länger bestehende Johanniter-Niederlassung. Die Gründung stand wahrscheinlich im Zusammenhang mit der Johanniterkommende Dünebroek, die nach der Reformation aufgelöst wurde. Es besteht noch heute eine Gemarkung mit Namen Kloster Dünebroek, allerdings steht dort heute ein Bauernhaus.
Im Spätmittelalter musste die Siedlung mehrfach durch Dollarteinbrüche verlegt werden. Als Ort nah an der ostfriesischen Grenze zu Münster und den Niederlanden hatte Wymeer in zahlreichen Kriegen und Fehden schwer zu leiden. Im 19. Jahrhundert verließen viele Wymeerster ihre Heimat in Richtung der neuen Welt.
Nach dem Zweiten Weltkrieg stellten die Niederlande Gebietsansprüche an Deutschland, die aber nur sehr gering von den Alliierten berücksichtigt wurden. Allerdings bekamen die Niederländer in Wymeer einen etwa 100 Meter breiten Streifen an der Grenze zugesprochen, den die Wymeerster Bauern nur mit einem besonderen Pass betreten durften. Das Gebiet kehrte erst 1963 zurück.
Im Jahr 1973 trat Wymeer der Samtgemeinde Bunde bei, obwohl der Ort eigentlich traditionell eher Verbindungen nach Weener pflegte. Schließlich wurde die Samtgemeinde am 1. November 2001 in eine Einheitsgemeinde umgewandelt. Seitdem ist Wymeer eine Ortschaft von Bunde.
Seit 1983 ist das 52 Hektar umfassende Hochmoor Wymeer als Naturschutzgebiet ausgewiesen.

## Religionsgemeinschaften
- Evangelisch-reformierte Kirche Wymeer
- Evangelische Bibelgemeinde Boen in der ehemaligen Molkerei. Die Baptistengemeinde Wymeer existiert als selbständige Körperschaft von 1921 bis 2016. Ihr Gotteshaus, die sogenannte Friedenskapelle, wurde 2017 veräußert.

## Öffentliche Einrichtungen und Vereine
- Grundschule
- Sportverein
- Freiwillige Feuerwehr

In den Einzugsbereich all dieser Einrichtungen fällt auch die benachbarte Ortschaft Boen.